# Жеребный, Владимир Николаевич
Владимир Николаевич Жеребных (6 октября 1985, Вишня, Городокский район, Львовская область, УССР — 20 февраля 2014, Киев) — работник Вишнянского колледжа, участник Евромайдана, который был убит неизвестным снайпером на ул. Институтской, за что ставший Героем Украины (2014, посмертно), так как был причислен к так называемой «Небесной сотне».

## Биография
Владимир Николаевич Жеребных родился 6 октября 1985 года в посёлке Вишня, Городокский район, Львовская область, УССР. С 1991 по 2001 год учился в местной Рудковской СОШ, затем — в Вишнянском колледже Львовского национального аграрного университета. Окончил экономический факультет Львовского национального университета имени Ивана Франко.
Владимир был активным участником Евромайдана, с первых дней протестов находился в Киеве. После почти месячного пребывания на баррикадах, на несколько дней приехал домой и потом, на работе оформив отпуск без сохранения заработной платы, снова вернулся на Майдан Независимости — 5 февраля 2014 года, автобусом из Самбора.
Утром 20 февраля Владимир Жеребный был убит на улице Институтской — снайпер попал ему в шею, в сонную артерию, и голову. В тот же день в Киев, благодаря помощи активистов, за телом погибшего, каретой скорой помощи выехали его родители и Вишнянский председатель сельсовета.
23 февраля 2014 года в присутствии депутатов, зама райкома и горкома прошли похороны в городе Рудки.

## Память
Слова соболезнования по поводу смерти В. Жеребного выразил Городецкий районный совет и община (укр.) 20 февраля 2014 года память В. Жеребного почтили минутой молчания во время вече «За честную власть», которое состоялось в городе Городок Львовской области.

### Награды
- Звание Герой Украины с вручением ордена «Золотая Звезда» (21 ноября 2014, посмертно) — за гражданское мужество, патриотизм, героическое отстаивание конституционных принципов демократии, прав и свобод человека, самоотверженное служение Украинскому народу, обнаруженные во время Революции достоинства[6]
- Почетная медаль «За жертвенность и любовь к Украине» от патриарха УПЦ КП Филарета (5 июля 2015)
- Грамота от архиепископа Киево-Галицкого Святослава (8 мая 2016)